# 市原町

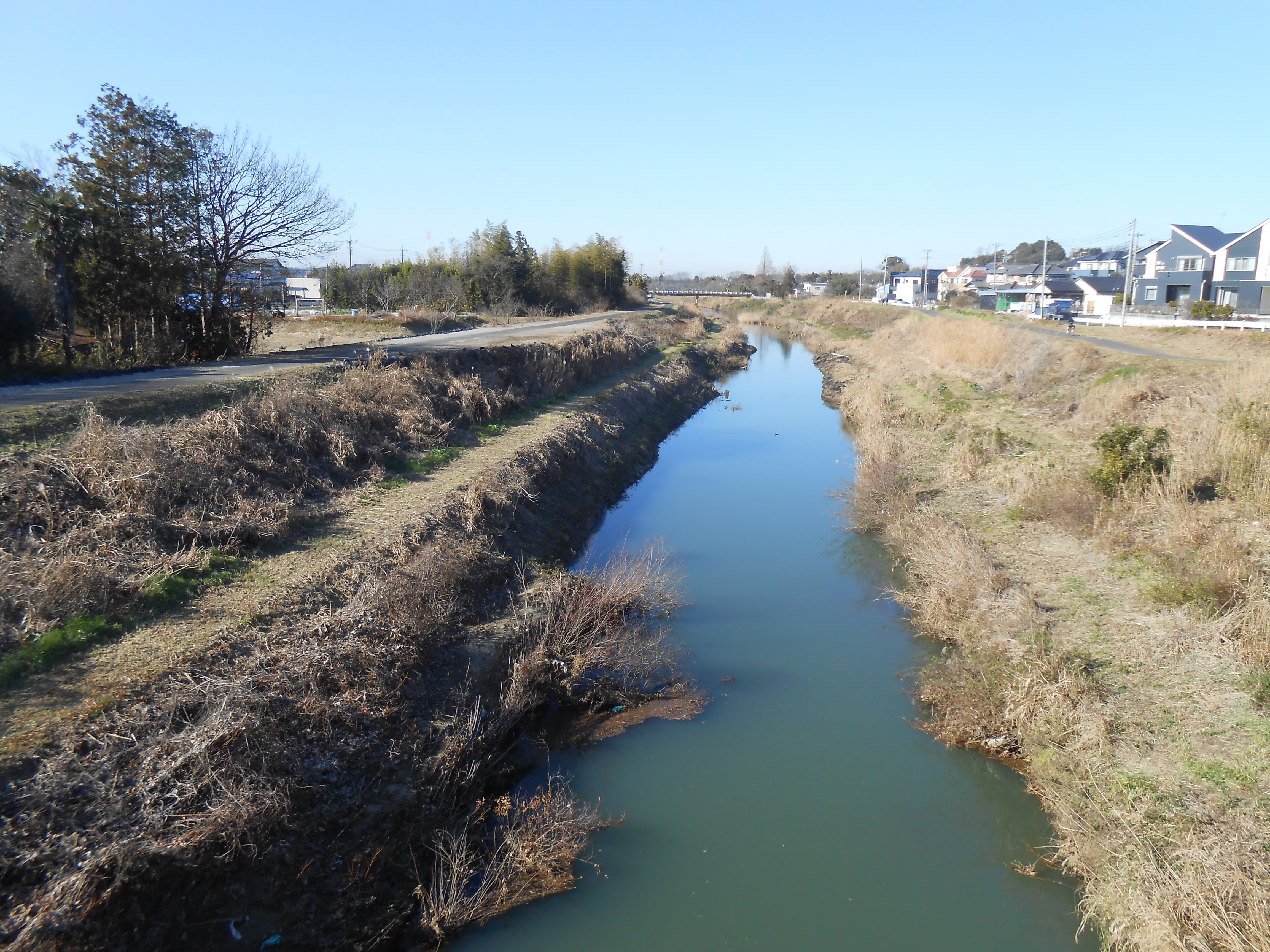
市原町の北側にある草刈を貫いて流れる村田川。新橋から北西（下流）に向かって撮影。

市原町（いちはらまち）は、かつて千葉県市原郡に存在した町。現在の市原市の北部に位置していた。
1955年、昭和の大合併の時期に成立し、約8年存続したのち市原市に編入された。旧町域はニュータウンが開発された地域を除いて市原市役所市原支所の所管区域となっており、市原地区と呼ばれている。

## 沿革
- 1955年（昭和30年）3月31日 - 八幡町と菊間村が合併し市原郡市原町が発足。
- 1956年（昭和31年）7月1日 - 市原村の一部（郡本・西野谷・藤井・山田橋・能満・市原・門前）を編入。市原村の残部（根田・加茂・惣社・西広）は五井町に編入。
- 1963年（昭和38年）5月1日 - 五井町、三和町、姉崎町、市津町と合併し市原市となり消滅。

## 交通

### 鉄道
- 国鉄（JR東日本）
  - 内房線
    - 八幡宿駅

## 参考資料
- 市原のあゆみ[要文献特定詳細情報]